# الحزب الثوري الكردستاني
الحزب الثوري الكردستاني هو حزب سياسي كردي عراقي سابق. تأسس عام 1964.
في موتمر الحزب السابع، أعلن الحزب عن حله واندمج مع الحزب الديمقراطي الكردستاني عام 1970. وفي عام 1974، انفصل الحزب عنه.
انضم الحزب إلى الجبهة الوطنية التقدمية لدعم قانون الحكم الذاتي الذي اقترحته الحكومة العراقية. كان عبد الستار طاهر شريف قائد الحزب، وقد غادر العراق عام 1999.
شارك الحزب في الانتخابات البرلمانية العراقية التي أقيمت في 24 آذار 1996، وفاز بمقعدين في المجلس الوطني.
عقد الحزب مؤتمره الرابع عشر في 21 آب 2000.

## روابط خارجية
- عناوين إصدارات متعلقة بالحزب الثوري الكردستاني في موقع دار الكتب والوثائق الوطنية